# Leon Luke Mendonca
Leon Luke Mendonca est un jeune prodige des échecs indien né le 13 mars 2006 à Goa. Maître international depuis 2019 (à l'âge de 12 ans), il réalise la troisième norme nécessaire pour le titre de grand maître international à l'âge de 14 ans 9 mois et 17 jours.
Au 1er février 2021, il est le 27e joueur indien avec un classement Elo de 2 544 points.

## Carrière
Leon Mendonca a marqué :
- 7 points sur 11 au championnat  du monde junior (moins de 20 ans) 2019 ;
- 7 points sur 10 lors du tournoi Rigochess de Budapest en octobre 2020 (première norme de grand maître international[1]) ;
- 7,5 points sur 9 lors du tournoi First Saturday de Budapest en novembre 2020 (deuxième norme de grand maître international[1]) ;
- 6,5 points sur 9 (troisième norme de grand maître international[1]) à l'Open international du festival Vergani à Bassano del Grappa où il finit à la deuxième place ex æquo ;
- 7 points sur 10 lors de l'open de Sitges en décembre 2020.